# NGC 6622
NGC 6622 este o interacțiune de galaxii situată în constelația Dragonul. A fost descoperită în 2 iunie 1885 de către Edward D. Swift⁠(d). Se află la o distanță de 96 de megaparseci de Pământ.